# Carlos Pita González
Carlos Pita (La Corunya, 8 de desembre de 1984) és un futbolista gallec, que ocupa la posició de migcampista.
Format al planter del Deportivo de La Corunya, arriba a jugar un encontre de primera divisió amb els deportivistes la temporada 04/05. Posteriorment seria cedit al CD Logroñés. El 2008 fitxa pel filial del València CF i a l'any següent, pel CD Guadalajara.